# Inconsciente cognitivo
O inconsciente cognitivo, também referido como inconsciente adaptativo, é descrito como um conjunto de processos mentais capazes de afetar o julgamento e a tomada de decisões, mas que está fora do alcance da mente consciente. Pensa-se que seja adaptativo, pois ajuda a manter o organismo vivo. O conceito surgiu na década de 1980 no contexto das ciências cognitivas, como um retorno do conceito anterior de inconsciente, porém reelaborado e referido também como "novo inconsciente" para distingui-lo do inconsciente freudiano.
Arquitetonicamente, diz-se que o inconsciente adaptativo é inacessível porque está enterrado em uma parte desconhecida do cérebro. Esse tipo de pensamento teria evoluído mais cedo que a mente consciente, permitindo que ela transformasse informações e pensasse de maneiras que melhorassem a sobrevivência de um organismo. Pode ser descrito como uma rápida avaliação do mundo que interpreta as informações e decide como agir muito rapidamente e fora da visão consciente. O inconsciente adaptativo é ativo em atividades cotidianas, como aprender novo material, detectar padrões e filtrar informações. Também se caracteriza por ser inconsciente, não intencional, incontrolável e eficiente, sem a necessidade de ferramentas cognitivas. A falta de ferramentas cognitivas não torna o inconsciente adaptativo menos útil do que a mente consciente, pois o inconsciente adaptativo permite processos como formação da memória, equilíbrio físico, linguagem, aprendizado e alguns processos emocionais e de personalidades que incluem julgamento, tomada de decisão, formação de impressões, avaliações e busca de metas. Apesar de útil, a série de processos do inconsciente adaptativo nem sempre resulta em decisões precisas ou corretas por parte do organismo. O inconsciente adaptativo é afetado por coisas como reação emocional, estimativas e experiência e é, portanto, inclinado a estereótipos e esquemas que podem levar a imprecisões na tomada de decisões. O inconsciente adaptativo, no entanto, ajuda na tomada de decisões para eliminar vieses cognitivos, como o preconceito, devido à sua falta de ferramentas cognitivas. 

## Histórico
O inconsciente cognitivo foi descrito pela primeira vez pelo psicólogo cognitivo John Kihlstrom em 1987. O termo "inconsciente adaptativo" foi cunhado pelo psicólogo social Daniel Wegner em 2002,

## Visão geral
O inconsciente adaptativo é definido como diferente do processamento consciente de várias maneiras. É mais rápido, sem esforço, mais focado no presente e menos flexível. Pensa-se que seja adaptativo, pois ajuda a manter-nos vivos, processando informações sem que percebamos e então alimentando qualquer coisa que precisamos saber para o cérebro consciente.
Em outras teorias da mente, o inconsciente é limitado a atividades de "baixo nível", como executar objetivos que foram decididos conscientemente. Por outro lado, acredita-se que o inconsciente adaptativo também esteja envolvido na cognição de "alto nível", como o estabelecimento de metas. 
A teoria do inconsciente adaptativo foi influenciada por algumas das visões de Sigmund Freud e Carl Jung sobre a mente inconsciente. Segundo Freud, a mente inconsciente armazenava muito conteúdo mental que precisa ser reprimido; no entanto, o termo inconsciente adaptativo reflete a ideia de que muito do que o inconsciente faz é realmente benéfico para o organismo, em estreita concordância com o pensamento de Jung. Por exemplo, seus vários processos foram simplificados através da evolução para avaliar e responder rapidamente aos padrões no ambiente de um organismo.

## Intuição
Malcolm Gladwell descreveu a intuição, não como uma reação emocional, mas um pensamento muito rápido. Ele disse que se um indivíduo percebesse que um caminhão está prestes a atingi-lo, não haveria tempo para pensar em todas as suas opções e, para sobreviver, ele deve confiar nesse tipo de aparelho de tomada de decisão, capaz de fazer julgamentos rápidos com base em pouca informação. Gladwell também citou outro exemplo no caso do kouros, que era uma estátua da Grécia antiga adquirida pelo J. Paul Getty Museum em Los Angeles. Uma equipe de cientistas atestou sua autenticidade, mas alguns historiadores como Thomas Hoving souberam instantaneamente o contrário - que sentiam uma "repulsa intuitiva" pela peça, a qual acabou se provando falsa.
A intuição vem da exploração do inconsciente adaptativo. O inconsciente adaptativo é a zona liminar entre sonhos e realidade, o que pode ser chamado de um recíproco de experiências, memórias e sonhos. Trabalhar no inconsciente adaptativo envolve navegar por uma série de impressões sensoriais e fazer comparações em relação a uma situação e usar experiências passadas para dissolver os limites sensoriais, o que então resulta em intuição. Há também um estudo que citou a intuição como resultado da maneira como nosso cérebro armazena, processa e usa as informações do nosso subconsciente. Torna-se útil quando o raciocínio e a racionalidade não fornecem uma resposta rápida.

## A ilusão da introspecção
O debate sobre a existência da introspecção começou no final do século XIX, com experimentos envolvendo colocar pessoas em diferentes contextos de estímulos e depois eles pensarem sobre seus pensamentos e sentimentos. Esses tipos de experimentos continuaram desde então, sempre pedindo ao participante que pense sobre como eles se sentem e seus pensamentos. No entanto, nunca podemos saber se eles estão acessando seu inconsciente ao fazê-lo ou se a informação está apenas vindo de sua mente consciente. Isso dificulta a pesquisa nessa área, criando o debate sobre a introspecção. 
Pesquisas mais recentes sugerem que muitas de nossas preferências, atitudes e ideias vêm do inconsciente adaptativo. No entanto, os próprios sujeitos não percebem isso e "desconhecem sua própria inconsciência". As pessoas pensam erroneamente que têm uma visão direta das origens de seus estados mentais. É provável que um sujeito dê explicações para seu comportamento (ou seja, suas preferências, atitudes e ideias), mas ele tende a ser impreciso nesse "insight". As falsas explicações de seu próprio comportamento são o que os psicólogos chamam de ilusão da introspecção. 
Em algumas experiências, os sujeitos fornecem explicações que são memórias fabricadas, distorcidas ou mal interpretadas, mas não mentiras – um fenômeno chamado confabulação. Isso sugere que a introspecção é, ao contrário, um processo indireto e não confiável de inferência. Argumentou-se que essa "ilusão de introspecção" está subjacente a uma série de diferenças percebidas entre o eu e as outras pessoas, porque as pessoas confiam nessas introspecções não confiáveis ao formar atitudes sobre si mesmas, mas não sobre os outros.
No entanto, essa teoria dos limites da introspecção tem sido altamente controversa e tem sido difícil testar inequivocamente quanta informação os indivíduos obtêm da introspecção. As dificuldades em entender o método introspectivo resultaram em uma falta de desenvolvimento teórico da mente e mais no estudo do comportamento (behaviorismo). As dificuldades de encontrar um método que funcionasse (isto é, não autorrelatado pelo paciente) significam que houve uma interrupção nessa área de pesquisa até a revolução cognitiva. Devido a isso, a necessidade de entender a mente inconsciente aumentou. Os psicólogos começaram a se concentrar nos limites da mente consciente e, para a mente inconsciente, em mais experimentos focados em estímulos e paradigmas de aprendizagem. Isso ajuda a entender as limitações da introspecção ou a falta dela, como alguns argumentariam. 

## Relacionamentos implícito-explícito
A teoria da introspecção é altamente controversa, como dito acima. Isso se deve a pesquisas que mostram inconsistências entre nossos relatos introspectivos e fatores que afetam nossos estímulos. Essa questão levou a uma nova maneira de estudar o acesso introspectivo usando o inconsciente adaptativo. Isso é feito observando o relacionamento implícito-explícito, especificamente as diferenças entre os dois. Processos explícitos envolvem recursos cognitivos e são realizados com consciência perceptiva. Por outro lado, processos implícitos requerem pelo menos um dos seguintes itens: falta de intenção, falta de gerenciamento, consciência reduzida de onde as respostas vieram e, finalmente, alta eficiência de processamento. Isso mostra as diferenças que ocorrem entre os dois processos e a disputa em torno das diferenças, conforme elas não podem ser fixadas em uma coisa específica. Argumenta-se que essas diferenças entre fatores implícitos e explícitos possam ser usadas como evidência da existência da introspecção. Se processos implícitos se tornam mais fracos que processos explícitos, isso pode resultar em maiores diferenças entre os dois. Isso resulta em consequências para o processamento futuro de informações e o bem-estar da pessoa. No entanto, se isso ocorrer nas condições corretas, poderá permitir que alguma eferência de processamento implícita entre na mente consciente. Isso leva a uma pequena percepção do inconsciente adaptativo, permitindo-nos entendê-lo mais.
Indiscutivelmente, esse argumento da independência da existência da introspecção com base no relacionamento implícito-explícito pode ser realmente mais condicional do que se pensava originalmente. Essa visão coincide com a ideia de que o acesso ao nosso inconsciente depende da competição entre processos e seus contextos circundantes. Esses contextos fornecem a associação que nossos estímulos têm com certos aspectos da sociedade. Por exemplo, se você tiver prazer em correr, quando estiver correndo seus processos cognitivos, implícitos ou explícitos, diriam ao seu inconsciente que você está sentindo alegria sem perceber que isso estava ocorrendo. Isso poderia ser traduzido para a mente consciente.

## Inconsciente adaptativo versus pensamento consciente
Muitos costumavam pensar que a maioria dos nossos comportamentos, pensamentos e sentimentos vieram do nosso cérebro consciente. No entanto, à medida que nossa compreensão cresce, é evidente que nosso inconsciente adaptativo faz muito mais do que pensávamos originalmente. Nossas mentes inconscientes e conscientes precisam trabalhar juntas para continuarmos a funcionar eficientemente, entendendo-se mais o sistema dual que nosso cérebro usa entre nosso inconsciente adaptativo e nossa mente consciente, analisando informações, atitudes e sentimentos na mente inconsciente, primeiro, o que depois contribui e cria nossas versões conscientes disso. Alguns diriam que está se tornando cada vez mais aparente que nosso inconsciente parece ser muito mais importante do que pensávamos inicialmente, especialmente em comparação com nosso cérebro consciente. O processamento de baixo nível que costumávamos pensar que nosso inconsciente adaptativo fazia pode na verdade ser o trabalho de nossa mente consciente.